# Сандран
Сандра́н (фр. Sandrans) — коммуна во Франции, находится в регионе Рона — Альпы. Департамент — Эн. Входит в состав кантона Шатийон-сюр-Шаларон. Округ коммуны — Бурк-ан-Брес.
Код INSEE коммуны — 01393.

## География
Коммуна расположена приблизительно в 370 км к юго-востоку от Парижа, в 36 км севернее Лиона, в 25 км к юго-западу от Бурк-ан-Бреса.
На территории коммуны есть много озёр.

## Климат
Климат полуконтинентальный с холодной зимой и тёплым летом. Дожди бывают нечасто, в основном летом.

## Население
Население коммуны на 2010 год составляло 524 человека.
| 1962 | 1968 | 1975 | 1982 | 1990 | 1999 | 2010 |
| ---- | ---- | ---- | ---- | ---- | ---- | ---- |
| 416  | 361  | 366  | 379  | 346  | 416  | 524  |

## Администрация
| Период | Период | Фамилия        | Партия | Примечания |
| ------ | ------ | -------------- | ------ | ---------- |
| 2001   | 2008   | Анри Дюран     |        |            |
| 2008   | <2010  | Ришар Дюизи    |        |            |
| <2010  | 2020   | Бернар Олланье |        |            |

## Экономика
В 2010 году среди 325 человек трудоспособного возраста (15—64 лет) 272 были экономически активными, 53 — неактивными (показатель активности — 83,7 %, в 1999 году было 74,5 %). Из 272 активных жителей работали 258 человек (141 мужчина и 117 женщин), безработных было 14 (3 мужчин и 11 женщин). Среди 53 неактивных 16 человек были учениками или студентами, 22 — пенсионерами, 15 были неактивными по другим причинам.

## Достопримечательности
- Церковь Сен-Прист (XII век). Исторический памятник с 1926 года.[4]

## Фотогалерея
- Церковь Сен-Прист
- Лес Сен-Гиньефор
- Лес Сен-Гиньефор
- Карта коммуны